# Ласточка (тип судов на подводных крыльях)
Ласточка (Ласточка-М) — серия морских пассажирских теплоходов на подводных крыльях второго поколения (проект 03525). Автор проекта - ЦКБ имени Алексеева. Строились на Судостроительном заводе «Волга» в Нижнем Новгороде. Первое судно серии построено в 1986 г.
Форма корпуса остроскулая V-образная, корпус изготовлен из алюминиево-магниевого сплава 1561. В отличие от СПК "Восход" обладает повышенной скоростью хода и степенью автоматизации энергетической установки.
Построено 3 судна, первое из них - Ласточка-1 продано в Венгрию, где эксплуатировалось на внутренних водных путях под именем Quicksilver, два других судна (Ласточка-М) в 2004 г. отправлены в Китай для Ичанской судоходной компанией "Ичан Сан Ся Цзинь Шан".